# Jaime King
Pour les articles homonymes, voir King.
Jaime King est une actrice et mannequin américaine, née le 23 avril 1979 à Omaha.
Après une carrière de mannequin, elle commence une carrière d'actrice au cinéma dans des rôles secondaires. Révélée grâce au rôle d'une infirmière dans Pearl Harbor, elle obtient des rôles de premier plan notamment dans Le Gardien du manuscrit sacré, Sin City et récemment Meurtres à la St-Valentin.

## Biographie
Jaime King a été l'égérie de Revlon pour diverses campagnes télévisées et de presse écrite. Elle a entamé sa carrière de mannequin à quinze ans après avoir été découverte par un agent new-yorkais chez elle. Elle a posé pour des célèbres magazines tels que Vogue, Allure ou Seventeen. 

### Carrière d'actrice
Sa carrière démarre en 2001 dans la comédie American Campers (Happy Campers), sorti directement en vidéo, suivi de Blow, mais c'est avec le film Pearl Harbor, dans lequel elle incarne l'infirmière Betty Bayer qu'elle permet d'être révélé au grand public. Par la suite, elle enchaîne des rôles de premier plan notamment dans Le Gardien du manuscrit sacré, FBI : Fausses blondes infiltrées et Treize à la douzaine 2, mais aussi dans Sin City dans lequel elle incarne Goldie et sa sœur jumelle Wendy et qui lui permet de donner la réplique à Mickey Rourke. Elle continue de tourner, notamment pour la télévision (Kitchen Confidential, La Classe, La Nouvelle Vie de Gary), tout en jouant dans des films, dont certains au succès moindre, notamment Fanboys, qui lui permet de rencontrer celui qui va devenir son époux, Kyle Newman et The Spirit. En 2009, elle retrouve toutefois un succès public avec le film d'horreur Meurtres à la St-Valentin 3D, dans lequel elle tient l'un des personnages principaux.

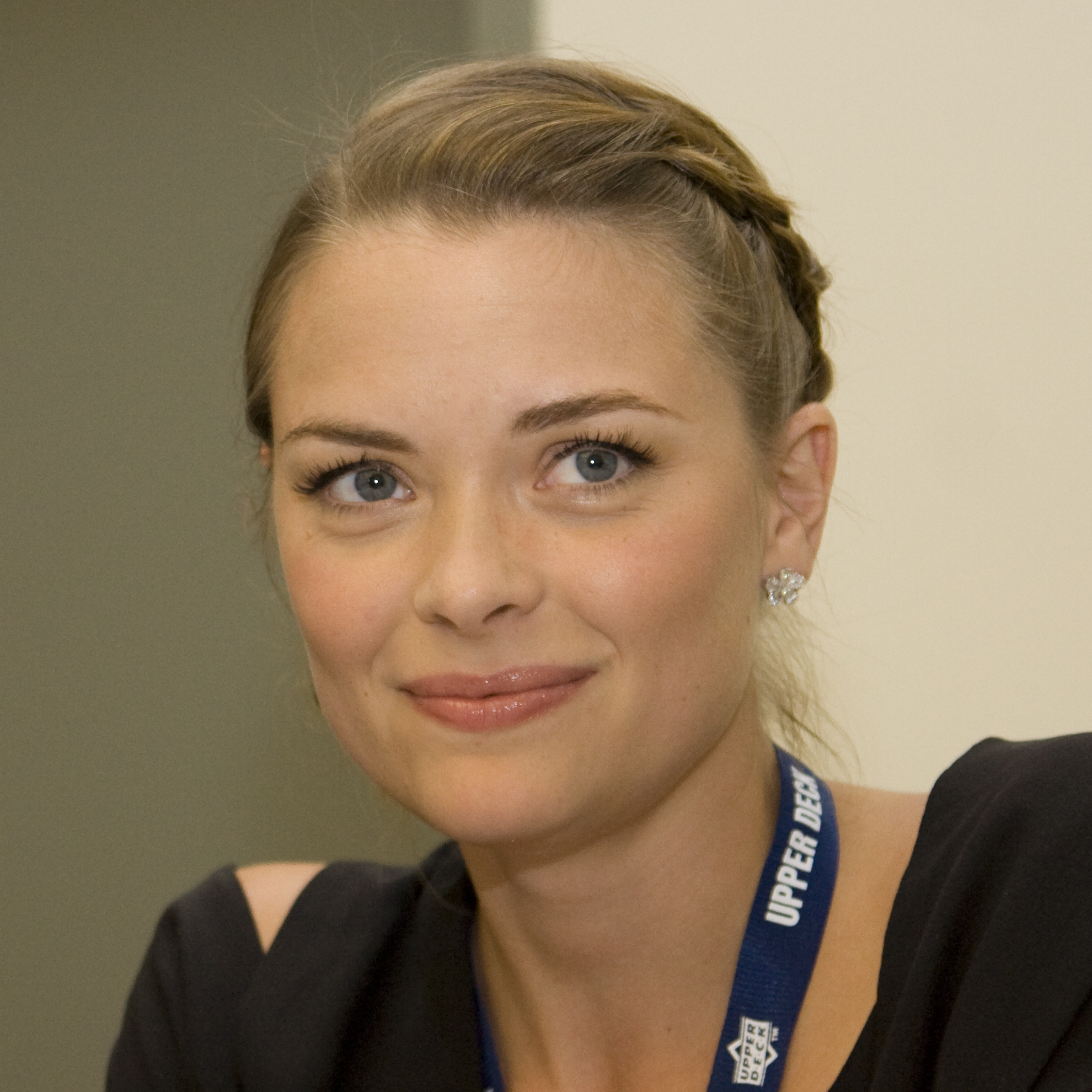
Jaime King au Comic-Con de San Diego en 2008.

En 2010, elle tourne dans le clip You bury me alive  du groupe We are the fallen, composé entre autres de Ben Moody et Carly Smithson. Elle fait également partie du casting principal de la série Hart of Dixie diffusée sur The CW depuis le 26 septembre 2011, dans le rôle de Lemon Breeland, aux côtés de Rachel Bilson.
En 2012, elle apparait dans le clip "Summertime Sadness" de Lana Del Rey.

## Vie privée
À l'époque où elle était mannequin, Jaime King consommait de l'héroïne et était dépendante à la drogue de ses 14 à 19 ans. Le 4 février 1997, son petit-ami de l'époque, le photographe italien Davide Sorrenti, décède à l'âge de 20 ans des suites d'un problème rénal, causé par un usage excessif d'héroïne. À la suite de la mort de ce dernier, Jaime King - alors âgée de 18 ans, décide d'arrêter la drogue et, à l'âge de 19 ans, elle décide de partir en cure de désintoxication pour ses dépendances à la drogue et à l'alcool. En 2006, Jaime King a déclaré que son passé de "fêtarde" est loin derrière elle, et qu'elle a beaucoup changé. À l'âge de 21 ans, Jaime King fréquente brièvement le chanteur Kid Rock.
En janvier 2005, elle devient la compagne du cinéaste américain Kyle Newman, rencontré sur le tournage du film Fanboys. Le couple s'installe ensemble trois mois plus tard, se fiance le 30 mai 2007, puis se marie le 23 novembre 2007 à Los Angeles. Jamie King est atteinte d'endométriose et du syndrome de Stein-Leventhal, et fait cinq fausses couches dont une grossesse extra-utérine avant de tomber enceinte de leur premier enfant. Le couple a deux fils : James Knight Newman (né le 6 octobre 2013) et Leo Thames Newman (né le 16 juillet 2015). En mai 2020, Jaime King demande le divorce après plus de treize ans de mariage, et obtient une injonction d'éloignement envers son ex-mari. 
De 2020 à 2021, elle est en couple avec l'entrepreneur Sennett Devermont.

## Filmographie

### Cinéma
- 2001 : American Campers (Happy Campers), de Daniel Waters : Pixie
- 2001 : Blow, de Ted Demme : Kristina Jung
- 2001 : Pearl Harbor, de Michael Bay : infirmière Betty Bayer
- 2002 : Four Faces of God (en), d'Anthony Hartman : Sam
- 2002 : Slackers, de Dewey Nicks : Angela Patton
- 2002 : Lone Star State of Mind, de David Semel : Baby
- 2003 : Le Gardien du manuscrit sacré (Bulletproof Monk), de Paul Hunter : Jade
- 2004 : FBI : Fausses blondes infiltrées (White Chicks), de Keenen Ivory Wayans : Heather Vandergeld
- 2005 : Pretty Persuasion, de Marcos Siega : Kathy Joyce
- 2005 : Two for the Money, de D. J. Caruso : Alexandria
- 2005 : Treize à la douzaine 2 (Cheaper by the Dozen 2), d'Adam Shankman : Annie Murtaugh
- 2005 : Sin City, de Frank Miller et Robert Rodriguez : Goldie / Wendy
- 2006 : True True Lie, de Eric Styles : Nathalie
- 2006 : The Alibi, de Matt Checkowski et Kurt Mattila : Heather
- 2006 : The Tripper (The Tripper), de David Arquette : Samantha
- 2007 : Evil Game (They Wait), d'Ernie Barbarash : Sarah
- 2008 : Fanboys, de Kyle Newman : Amber
- 2008 : The Spirit, de Frank Miller : Lorelei
- 2009 : Meurtres à la St-Valentin (My Bloody Valentine 3-D), de Patrick Lussier : Sarah Palmer
- 2011 : Mother's Day de Darren Lynn Bousman : Beth Sohapi
- 2012 : Silent Night de Steven C.Miller : Aubrey Bradimore
- 2013 : Sin City : J'ai tué pour elle (Sin City: A Dame to Kill For), de Frank Miller et Robert Rodriguez : Goldie / Wendy
- 2015 : Secret Agency (Barely Lethal) de Kyle Newman : Analyste Knight
- 2017 : Bitch de Marianna Palka : Beth
- 2018 : Évasion 2 : Le Labyrinthe d'Hadès (Escape Plan 2: Hades) de Steven C. Miller : Abigail Ross
- 2018 : Ocean's 8 de Gary Ross : elle-même (caméo)
- 2019 : Évasion 3 : The Extractors (Escape Plan: The Extractors) de John Herzfeld : Abigail Ross
- 2019 : Ice Cream in the Cupboard de Drew Pollins : Dr Giselle Cohen
- 2021 : Out of Death de Mike Burns : Shannon Mathers
- 2022 : Code Name Banshee de Jon Keeyes : Banshee

### Télévision
- 2004 : Harry Green and Eugene (série télévisée) : Anna Marie
- 2005 : Newport Beach (The O.C.) (série télévisée) - Saison 2, épisode 21 : Mary-Sue
- 2005-2006 : Kitchen Confidential (série télévisée) - 13 épisodes : Tanya
- 2006 : La Pire Semaine de ma vie (Worst Week of My Life) (série télévisée) - 1 épisode : Paige
- 2006-2007 : La Classe (série télévisée) - 6 épisodes : Tanya
- 2008 : La Nouvelle Vie de Gary (Gary Unmaried) (série télévisée) - 11 épisodes : Vanessa Flood[6]
- 2009 : Tit for Tat (série télévisée) : Jaime
- 2009-2010 : Star Wars: Clone Wars (série télévisée) - 6 épisodes : Aurra Sing / Cassie Cryar / Muk Muk Monkey / Customs Droid (voix)
- 2010 : My Generation (série télévisée) - 6 épisodes : Jackie Vachs
- 2011 - 2015 : Hart of Dixie (série TV) : Lemon Breeland
- 2016 : La promesse de Noël (téléfilm) : Élise
- 2019-2021 : Black Summer (série télévisée) : Rose

### Vidéo clip
- 2003 : Clip vidéo de Sexed Up du chanteur Robbie Williams.
- 2009 : Clip vidéo de Chariot du chanteur Gavin DeGraw.
- 2012 : Clip vidéo de Summertime Sadness de la chanteuse Lana Del Rey.
- 2021 : Clip vidéo de One Last Time de la chanteuse LP.

## Distinctions

### Nominations
- 11e cérémonie des Critics' Choice Movie Awards 2006 : Meilleure distribution pour Sin City (2005) partagée avec le casting.
- 2006 : Gold Derby Awards de la meilleure distribution pour Sin City  partagée avec lecasting.

## Voix françaises
En France
| - Barbara Beretta dans : - Pearl Harbor - Treize à la douzaine 2 - Mother's Day - Barbara Kelsch dans : - Sin City - Sin City: J'ai tué pour elle - Black Summer (saison 1) (série télévisée) - Laura Préjean dans : - Meurtres à la St-Valentin - Évasion 2 : Le Labyrinthe d'Hadès - Évasion 3 : The Extractors - Nathalie Bienaimé dans - La Classe (série télévisée) - La promesse de Noël | et aussi - Marie-Eugénie Maréchal dans American Campers - Karine Foviau dans Slackers - Marjorie Frantz dans Le Gardien du Manuscrit Sacré - Déborah Cohen Tanugi dans FBI : Fausses blondes infiltrées - Christine Sireyzol dans Kitchen Confidential (série télévisée) - Esther Aflalo dans Hart of Dixie (série télévisée) - Marie Zidi dans Black Summer (saison 2) - Laura Blanc dans Code Name Banshee |